# Hemicytherideis elongata
Hemicytherideis elongata är en kräftdjursart som först beskrevs av Brady 1868.  Hemicytherideis elongata ingår i släktet Hemicytherideis och familjen Cytheridae. Inga underarter finns listade i Catalogue of Life.